# 桑田弘一郎
桑田 弘一郎（くわた こういちろう、1926年（大正15年）9月18日 - ）は、日本のジャーナリスト、実業家。朝日新聞社専務、全国朝日放送（テレビ朝日）社長として勤務。また日本民間放送連盟会長ともなった。

## 来歴・人物
東京都渋谷区出身。1950年（昭和25年）早稲田大学文学部卒業。朝日新聞社入社。78年4月大阪本社編集局長、83年4月東京本社代表。
1983年（昭和58年）6月取締役・東京本社代表、86年6月常務・東京本社代表、87年6月常務・東京本社代表・電子計算室担当、88年6月専務・東京本社代表・電子計算室担当。
1989年（平成元年）6月、顧問を経て全国朝日放送社長に就任し、93年6月代表取締役相談役に退く。
1992年（平成4年）4月、日本民間放送連盟会長に就任するが、93年9月の椿貞良報道局長（翌月取締役と報道局長職を解任）の衆院総選挙をめぐる発言問題で、10月20日、宮崎市での民放連全国大会後の記者会見において「発言内容はテレビ朝日社内で調査が続いているが、放送人として指弾されても仕方がない面があり、同じテレビ朝日役員としての立場から、民放連に迷惑をかけることもある」と語り、民放連会長の辞任を発表した。